# Tyfonen Morakot

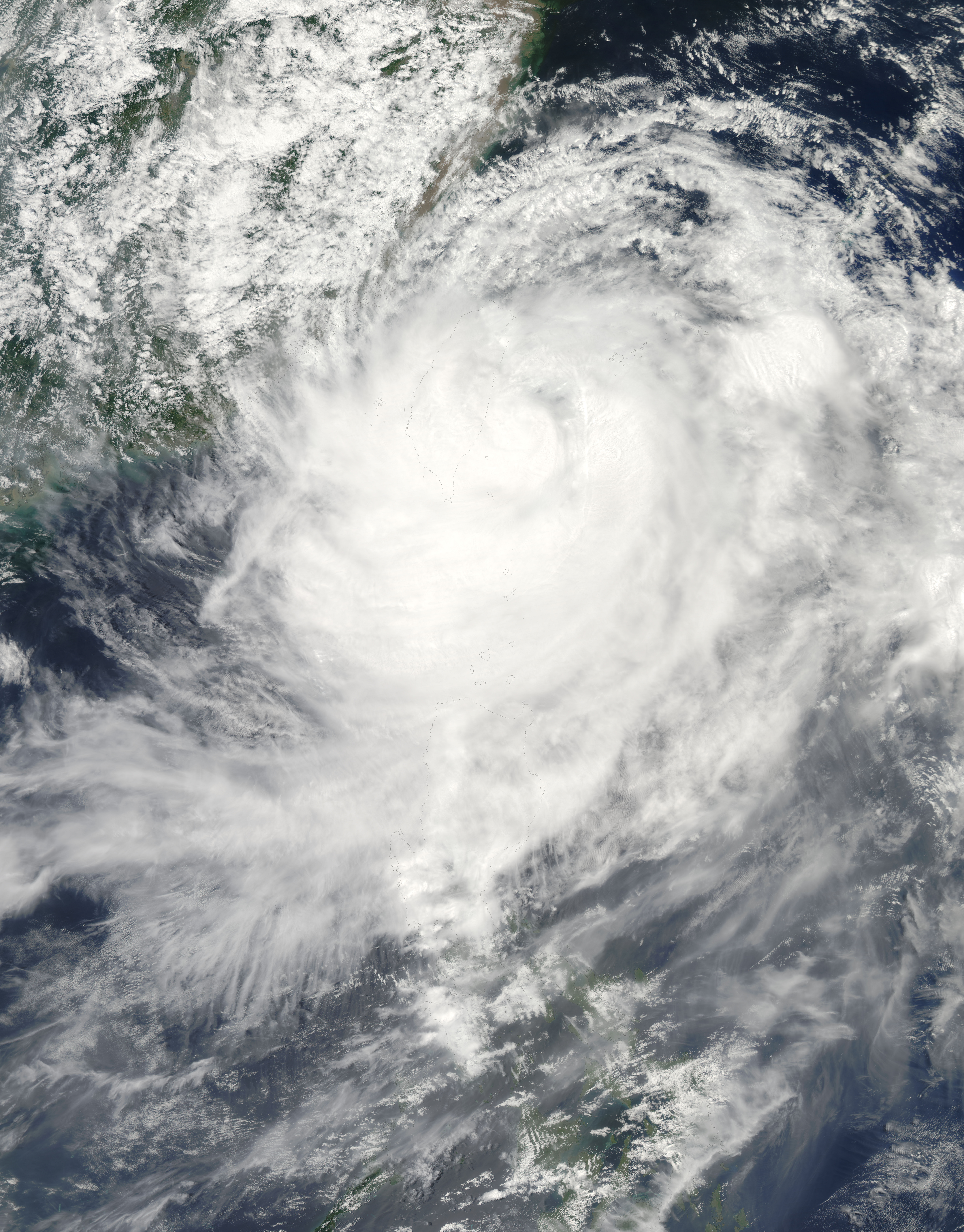
Tyfonen Morakot nära dess toppstyrka.

Tyfonen Morakot, också känd som tyfonen Kiko i Filippinerna, var en tyfon som orsakade enorm förödelse och uppskattningsvis 789 dödsfall i Sydostasien mellan 2 och 13 augusti 2009.
Tyfonen nådde Taiwan den 7 augusti 2009 och blev en av de dödligaste i landets historia med 673 omkomna och 26 saknade personer. Enbart i orten Siaolin omkom uppemot 500 personer i ett lerskred orsakat av det häftiga regnet. Tyfonen orsakade även stor förödelse och dödsfall i Kina och i Filippinerna.
Tyfonen uppstod den 2 augusti 2009 som ett namnlöst tropiskt lågtryck och tilldelades sitt internationella namn Morakot av Japans meteorologiska institut (JMA) den 3 augusti. I Japan härjade samtidigt tyfonen Etau.

## Meteorologisk historia

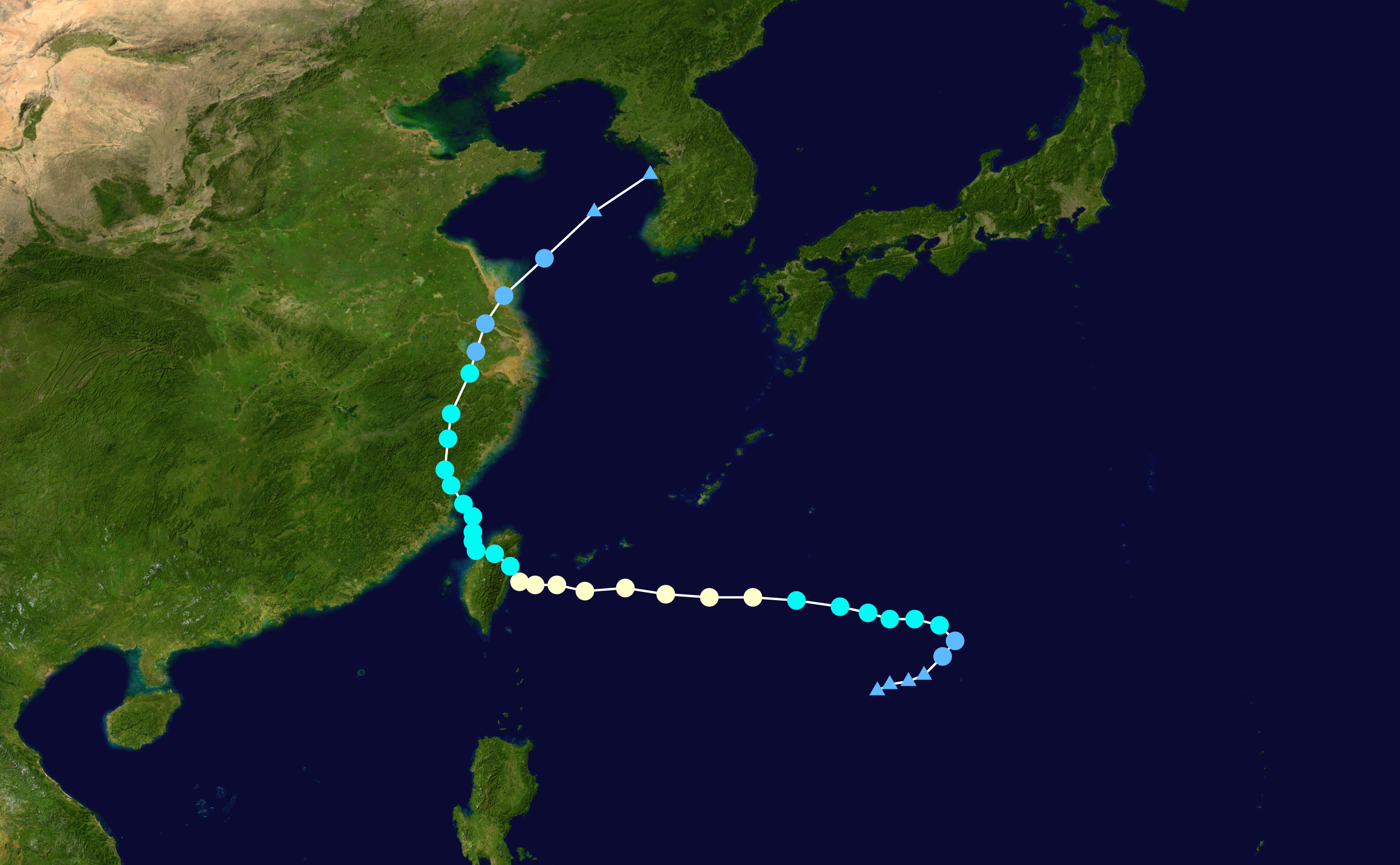
Stormens väg

Tidigt den 2 augusti 2009 rapporterade Japans meteorologiska institut (JMA) att säsongens elfte tropiska lågtryck hade formats i form av ett monsunregn ungefär 1000 km öster om Filippinerna. Det tropiska lågtrycket (tropical depression) förblev svagt och nedgraderas till område med lågtryck (low pressure), bara för att återfå graderingen tropiskt lågtryck senare samma dag. Både Joint Typhoon Warning Center (JTWC) och Philippine Atmospheric, Geophysical and Astronomical Services Administration (PAGASA) började följa lågtrycket följande dag när det befann sig ungefär 700 km sydöst om Okinawa i Japan. PAGASA gav då lågtrycket namnet Kiko. Den 3 augusti rapporterade JMA att lågtrycket hade intensifierats till en tropisk cyklon och gav den namnet Morakot. Den 4 augusti formades djupa konvektioner på den västra sidan av lågtrycket, som vid det här laget klassades som tropisk storm. Den 5 augusti klassades stormen som en tyfon.  

## Påverkan

### Filippinerna

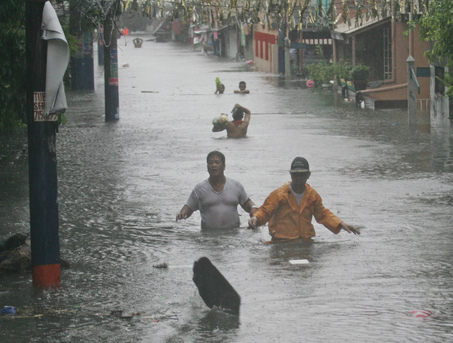
Översvämning på Filippinerna.

På Filippinerna påverkades 94 000 människor av tyfonen varav 26 omkom. 11 orter översvämmades med över en meter högt vatten till följd av regnvatten som hade överfyllt Pinatubo Dike, en kanal grävd från vulkanen Pinatubo. Omkring 13 000 blev hemlösa. 12 gruvarbetare dog när ett lerskred orsakade en gruva att kollapsa.

### Taiwan
I Taiwan orsakade tyfonen omfattande översvämningar och lerskred som slog ut järnvägs- och landsvägstrafiken, skar av el- och vattenförsörjning och fick broar att rasa. Nästan hela södra Taiwan översvämmades av tungt regn. Nederbörden i Pingtun gav 2 500 mm regn och överträffade alla tidigare rekord på Taiwan orsakad av en ensam tyfon. Några flyg åkte in och ut från Taiwan men hamnarna var stängda. Över 25.000 hus var utan elektricitet. Över 600 personer omkom, varav de flesta i byn Siaolin. Siaolin var en bergsby med 1 300 invånare som begravdes av en häftig lerflod som förstörde nästan hela orten.
I september 2009 tvingades Taiwans premiärminister Liu Chao-shiuan att avgå på grund av regeringens hantering av krisen.

### Kina
Sydöstra Kina evakuerade 953 000 invånare och kallade in mer än 35 000 båtar till sina hamnar. Under fyra dagar fick man i Zhejiangprovinsen 1,240 mm regn vilket är det mesta i regionen på över 60 år. Miljontals människor rapporterade skador på hem och egendom, varav över tusen hem blev totalförstörda. Två människor dog och ytterligare fyra skadades allvarligt när en lägenhet begravdes vid ett bergs fot nära byn Penxi. I Xiapu rapporterade 136 000 invånare skador på sina hus. Minst 10,000 hem skadades eller förstördes av tyfonen och drygt 400,000 hektar jordbruksland översvämmades. Fler än 11 miljoner människor påverkades av tyfonen i östra Kina.